# All About Anna
All About Anna (Untertitel der Hardcore-Version: a HeartCore feature) ist ein dänischer Film der schwedischen Regisseurin Jessica Nilsson.

## Inhalt
All About Anna ist eine romantische Komödie mit pornografischen Szenen – nach dem im Jahre 1998 von Zentropa aufgestellten Pussy-Power-Manifest gedreht und von Frauen für Frauen produziert. Es ist der Versuch, eine neue Gattung des erotischen Films zu schaffen, die auf der Realität, anstatt auf den wunscherfüllenden Fantasien, wie die traditionellen Pornofilme, basiert.

## Handlung
Erzählt wird die Geschichte der jungen Anna, einer Kostümdesignerin. Anna möchte ein abwechslungsreiches Sexualleben haben, ohne feste Beziehung und frei von Romantik. Als ihr Ex-Freund Johan wieder auftaucht, ist sie sich nicht mehr sicher, ob sie ihre Gefühle unter Kontrolle halten kann und ob sie das überhaupt noch will. Zur gleichen Zeit bekommt sie einen Job an einem französischen Theater, wo sie die Schauspieler Pierre und Sophie kennenlernt, die sie in neue amouröse Abenteuer verwickeln.

## Produktion
Der Film blieb letztlich ein Gemeinschaftsprojekt, an dessen Produktion auch Männer in entscheidender Position beteiligt waren (Kamera und Schnitt: Claus Lykke, sowie die ausführenden Produzenten Nicolas Barbano, Peter Aalbæk Jensen und Claus Sørensen). Insofern kann von einer rein weiblichen Perspektive nicht gesprochen werden. Die (größtenteils männlichen) Produzenten entschieden, dass die Endfassung des Films von Regisseurin Jessica Nilsson nicht funktionieren würde. Als Folge dieser Entscheidung wurde die Story ohne Rücksprache mit der Regisseurin und den Drehbuchautorinnen umgeschrieben, Charaktere verändert, Szenen nachgedreht und eine andere Schnittversion erstellt. Für die Endfassung wurden überdies Einstellungen von expliziten Sexszenen verwendet, die gegen die Absprache der Regisseurin mit Hauptdarstellerin Gry Bay verstießen, die sich seither ausdrücklich von dem Filmprojekt distanziert.

## Auszeichnungen
All About Anna lief im Rahmen des Zürcher Filmfestivals und der Io, Isabella International Film Week.
2006 wurde es für zwei Eroticline Awards in den Kategorien Bester internationaler Newcomer (Gry Bay) und Bester internationaler Schauspieler (Mark Stevens) nominiert.
Der Film gewann 2007 drei Scandinavian Adult Awards in den Kategorien Best Scandinavian Couples Film, Bester skandinavischer Schauspieler (Thomas Raft) und Bester skandinavischer Star des Jahres 2006 (Gry Bay).
Der Film wurde aufgrund von 30.000 verkauften DVDs mit der dann in Dänemark üblichen „Platin-DVD“ gekürt. Die Auszeichnung wurde im Museum Erotika in Kopenhagen durch die bekannte dänische TV-Moderatorin und Sexualberaterin Joan Ørting an Gry Bay (Hauptdarstellerin), die Executive Producenten Nicolas Brabano und Claus Sørensen sowie den Komponisten M. Maurice Hawkesworth verliehen.

## Kritiken
„Qualität zahlt sich aus und wenn All About Anna sicherlich nicht der pornografische Film des Jahres ist, so ist er doch zumindest der erotische Film des Jahres. Außergewöhnlich gut!“ – Thomas Berger auf german-adult-news.com
„Auch Frauen gucken gern Menschen beim Sex zu. Was sie nicht mögen, sind endlose Nahaufnahmen von rammelnden Körperteilen ohne Geschichte dahinter. Lars von Trier kapierte das als Erster und produzierte qualitativ hochwertige Frauenpornos.“ – Stern, Heft Nr. 40 vom 27. September 2007
„Leider sind sowohl ALL ABOUT ANNA als auch FEMALE FANTASIES [von Petra Joy] ein Beweis dafür, dass der frauenpornografische Film noch weit von einer eigenständigen Filmsprache entfernt ist, die der weiblichen sexuellen Phantasie gerecht wird. Das Unvermögen den männlichen Körper zu sexualisieren sowie die Befriedigung der Frau zu visualisieren stellt sich dabei als eine wesentliche Problematik heraus.“ Sabine Lüdtke-Pilger, Porno statt PorNo! – Die neuen Pornografinnen kommen. (2010)

## Besonderheiten
In Deutschland gibt es von All About Anna zwei verschiedene DVD-Versionen. Einerseits die Producer’s Cut genannte und zu den Pornofilmen zählende Version ohne FSK-Prüfung (mit dem Untertitel a HeartCore feature; siehe Infobox Filmdaten weiter oben), andererseits eine die Bezeichnung Director’s Cut tragende geschnittene Erotikfilm-Version (ohne obigen Untertitel; ca. 76 Minuten lang) mit dem FSK-Signet ab 16 Jahren. In der lieferbaren 3-Disc-DVD-Box sind beide Versionen enthalten, wobei auf der Porno-DVD ausdrücklich darauf hingewiesen wird, dass die Regisseurin Jessica Nilsson an den zusätzlichen Schnitten nicht beteiligt war.